# Gheorghe Marin (politician)
Gheorghe Marin (n. 1 octombrie 1952, Orașul Stalin, România) este un om politic român. Gheorghe Marin a fost validat ca deputat în legislatura 1996-2000 pe data de 10 martie 1997, dată la care l-a înlocuit pe deputatul Mihail Petre Georgescu și a fost membru în grupul parlamentar de prietenie cu Marele Ducat de Luxemburg. Gheorghe Marin a fost  ales deputat român în legislatura 2000-2004 în județul Argeș pe listele partidului PDSR, iar din iunie 2001 a devenit membru PSD. În această legislatură, Gheorghe Marin a fost membru în grupurile parlamentare de prietenie cu Republica Lituania, Republica Austria și Australia. Gheorghe Marin a fost ales deputat în legislatura 2012-2016 pe listele PSD și a fost membru în grupurile parlamentare de prietenie cu Arabia Saudită, Republica Polonă și Emiratele Arabe. În legislatura 2016-2020, Gheorghe Marin a fost ales senator pe listele PSD și este membru în grupurile parlamentare de prietenie cu Republica Croatia, Republica Coreea și Republica Slovacă. 